# Evropské křesťanské politické hnutí
Evropské křesťanské politické hnutí (ECPM) je křesťanskou evropskou politickou stranou. Strana sdružuje národní strany a jednotlivce z celé Evropy, kteří sdílejí politiku ovlivněnou křesťanstvím, z velké části podle ideálů křesťanské demokracie. Členské strany jsou obecně sociálně konzervativní a euroskeptické.
Byla založena v listopadu 2002 v Lakiteleku v Maďarsku. Svou první radu zvolila v lednu 2005 a v Nizozemsku byla zaregistrována v září 2005. Prvním prezidentem ECPM byl Peeter Võsu ze Strany estonských křesťanských demokratů. Hnutí sdružuje přes padesát křesťansko-demokratických politických stran, nevládních organizací, think-tanků a jednotlivých politiků z více než dvaceti zemí EU i mimo ni. Hnutí mládeže jsou sjednocena v ECPYouth. Mládežnická organizace vznikla v roce 2004 a své první představenstvo zvolilo v létě 2005.

## Historie
ECPM začalo jako platforma v listopadu 2002, kdy se zástupci politických stran z více než 15 zemí rozhodli prozkoumat nové šance pro křesťanskou politiku v Evropě na konferenci „Za křesťanskou Evropu“ v Lakiteleku v Maďarsku.
ECPM začalo sdružovat křesťanské strany a organizace bez ohledu na jejich denominaci. V roce 2003 ECPM přijalo osm hlavních zásad v deklaraci Lakitelek „Hodnoty pro Evropu“, která formovala vizi ECPM o Evropě. V lednu 2005 v Tallinnu v Estonsku ECPM zvolilo své první představenstvo. Dne 15. září 2005 bylo ECPM oficiálně zaregistrováno jako sdružení podle nizozemského práva a v roce 2010 byla ECPM oficiálně uznána Evropským parlamentem jako evropská politická strana. V roce 2014 se ECPM poprvé zúčastnila evropských voleb jako evropská strana. Radě ECPM předsedal v letech 2013 až 2016 poslanec Peter Östman, v letech 2016 až 2021 europoslanec Branislav Škripek a od roku 2021 Valeriu Ghileţchi (bývalý moldavský poslanec).
Od roku 2024 spolupracuje s ECPM český europoslanec Ondřej Dostál (Stačilo!).

## Členské strany

### Plnoprávní členové
Tato tabulka obsahuje seznam plnoprávných členských stran ECPM.
| Strana                                         | Zkratka   | Země              | Evropský parlament | Národní parlamenty |
| ---------------------------------------------- | --------- | ----------------- | ------------------ | ------------------ |
| Křesťanská strana Rakouska                     | CPÖ       | Rakousko          | -                  | -                  |
| VIA, Cesta lidu                                | VIA       | Francie           | –                  | –                  |
| Aliance C – Křesťané pro Německo               | AUF & PBC | Německo           | –                  | –                  |
| Rodinná strana Německa                         | FP        | Německo           | 1/96               | –                  |
| Aliance lidské důstojnosti                     | HDA       | Irsko             | –                  | 1/60 (senát)       |
| Identita a akce                                | IDeA      | Itálie            | –                  | 1/315 (regiony)    |
| Křesťanskodemokratická lidová strana           | PPCD      | Moldavsko         | Není v EU          | –                  |
| Křesťanská unie                                | CU        | Nizozemsko        | 1/26               | 5/150              |
| Reformovaná politická strana                   | SGP       | Nizozemsko        | 1/26               | 3/150              |
| Integra-Macedonian Conservative Party          |           | Severní Makedonie | Není v EU          | –                  |
| Liga polských rodin                            | LPR       | Polsko            | –                  | –                  |
| Pravice republiky                              | PR        | Polsko            | –                  | –                  |
| Lidová monarchistická strana                   | PPM       | Portugalsko       | –                  | 2/57 (regiony)     |
| Demokratická unie Čechů a Slováků v Rumunsku   | DUSCR     | Rumunsko          | –                  | 1/329              |
| Křesťanskodemokratická národní rolnická strana | PNȚ-CD    | Rumunsko          | 1/33               | –                  |
| Křesťanská unie                                | KÚ        | Slovensko         | –                  | 2/150              |
| Contigo Mas                                    | Mas       | Španělsko         | –                  | –                  |
| Evangelická lidová strana                      | EVP – PEV | Švýcarsko         | Není v EU          | 3/200              |
| Křesťanskodemokratická unie                    | ХДС       | Ukrajina          | Není v EU          | –                  |

### Přidružení členové
Evropská unie

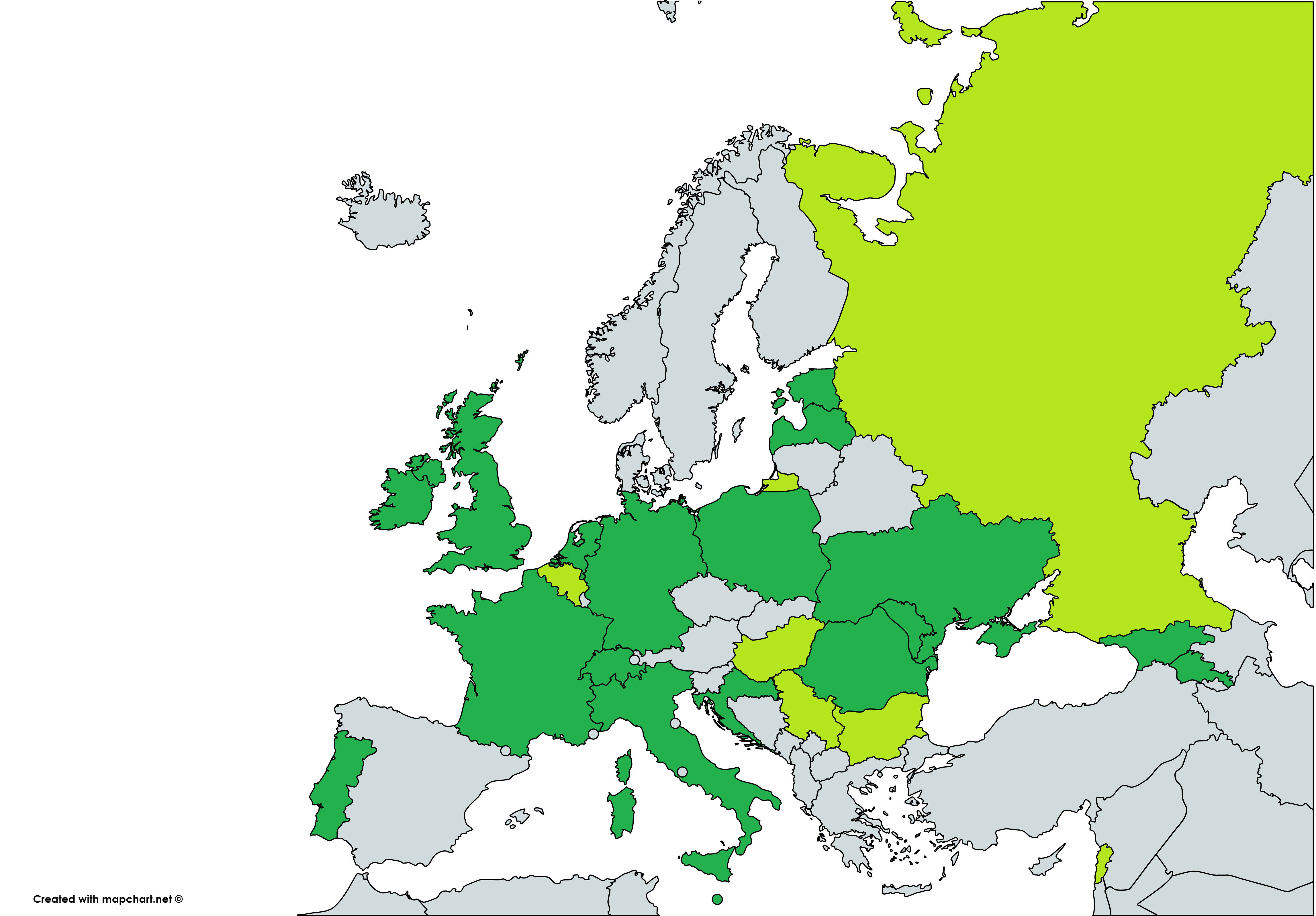
Země s řádnými a přidruženými členy ECPM.
Státy s plnými (a případně přidruženými) členskými stranami
Státy s přidruženými členskými stranami

- Evropská křesťanská politická mládež
- Evropská evangelikální aliance

 Arménie
- Křesťanskodemokratická unie Arménie

 Belgie
- Péče o Evropu
- C'axent
- Evropská evangelikální aliance

 Bulharsko
- Koruna Bulharsko
- Právní stát Bulharsko

 Francie
- Amická služba

 Německo
- Institut pro etiku a hodnoty

 Itálie
- Associazione "Cercasi un fine"
- Unione per la Democrazia e la Libertà

 Irsko
- Rónán Mullen[5]
- Aliance lidské důstojnosti

 Moldavsko
- Academia pentru Integritate în Conducere (Akademie pro integritu ve vedení (AIC))

 Nizozemsko
- Výzkumný ústav Křesťanské unie
- Korunní nadace ministerstev financí
- Východoevropská nadace pro vzdělávací aktivity
- Schumanovo centrum pro evropská studia

 Rumunsko
- Areopagus. Centru de Educaţie Creştină şi Cultură Contemporană (Areopagus. Centrum pro křesťanská studia a současnou kulturu)
- Asociaţia PRO VITA – Filiala Bucureşti (Asociace PRO VITA – Pobočka Bukurešť)
- Centrul creștin pentru țigani (Křesťanské centrum pro Romy)
- Asociația demokrată creștină (Křesťanskodemokratické sdružení)
- Fundația românească pentru democrație (Rumunská nadace pro demokracii)
- Asociația "Worldteach" (Asociace Worldteach)

 Srbsko
- Centrum pro křesťansko-demokratická studia

 Spojené království
- Jubilejní centrum

## Organizace

### Shromáždění
ECPM pořádá ročně dvě valná shromáždění. Koná se také výroční členský kongres, kde se projednávají konkrétní témata. ECPM také organizuje regionální konference a další akce po celé Evropě.

### Prezidenti
- Peeter Võsu, 2005–2013
- Peter Östman, 2013–2016
- Branislav Škripek, 2016–2021
- Valeriu Ghileţchi, 2021–současnost